# Aesthetic Perfection
Aesthetic Perfection ist ein US-amerikanisches Elektronik-Musikprojekt um Daniel Graves, welches im Jahr 2000 von ihm selbst in Hollywood gegründet wurde. Stilistisch ist es dem Aggrotech zuzuordnen, auch wenn es Einflüssen der kommerziellen Pop- und alternativen Musik unterliegt.

## Geschichte
Im Jahr 2009 traten Aesthetic Perfection als Vorband für Combichrist auf ihrer Demons on Tour Tournee in den USA und Europa auf. Im Jahre 2014 begleitete man die Schweden Covenant. Im Mai 2016 konnte die Band zum ersten Mal eine Show in Hamburg auf eigene Faust ausverkaufen. Im September 2016 waren Aesthetic Perfection dann im Vorprogramm von MESH zu sehen. 2017 folgte die erste größere eigenständige Tour durch Nordamerika und Europa.
2017 führte Graves im Rahmen der Tourankündigung die Bezeichnung „Industrial Pop“ für seine Musik ein, die er bis heute beibehalten hat. Einige Aesthetic Perfection Songs werden außerdem zusätzlich in einem Deadbeat Club Remix veröffentlicht. Hinter dem Namen Deadbeat steckt Daniel Graves selbst.
Aesthetic Perfection werden weltweit durch das von Daniel Graves selbst gegründete und verwaltete Label Close To Human Music vermarktet.
2020 spielten Aesthetic Perfection als Support von Lindemann.
Im Jahr 2022 war Aesthetic Perfection auch Teil des ersten Lordfest in Hamburg, einer jährlich stattfindenden Veranstaltung der Band Lord Of The Lost, wo sie als Vorband teilnehmen konnten.
Im Jahr 2023 begannen sie erneut eine eigenständige Tour in den USA und in Europa.
Aktuell sind sie ebenfalls als Supportband mit Till Lindemann auf Tour.

## Diskografie

### Alben
- 2005: Close to Human (Out of Line/Bractune Records)
- 2008: A Violent Emotion (Out of Line/Bractune Records, 2009 in Russland bei Gravitator Records und in Japan bei Deathwatch Asia)
- 2011: All Beauty Destroyed (Out of Line/Bractune Records)
- 2014: Til Death (Soulfood/Metropolis Records)
- 2015: Blood Spills Not Far from the Wound (Soulfood/Metropolis Records)
- 2015: Imperfect
- 2017: The Devil’s in the Details
- 2019: Into the Black[8]
- 2022: MMXXI
- 2025: Closer to Human

### Singles und EPs

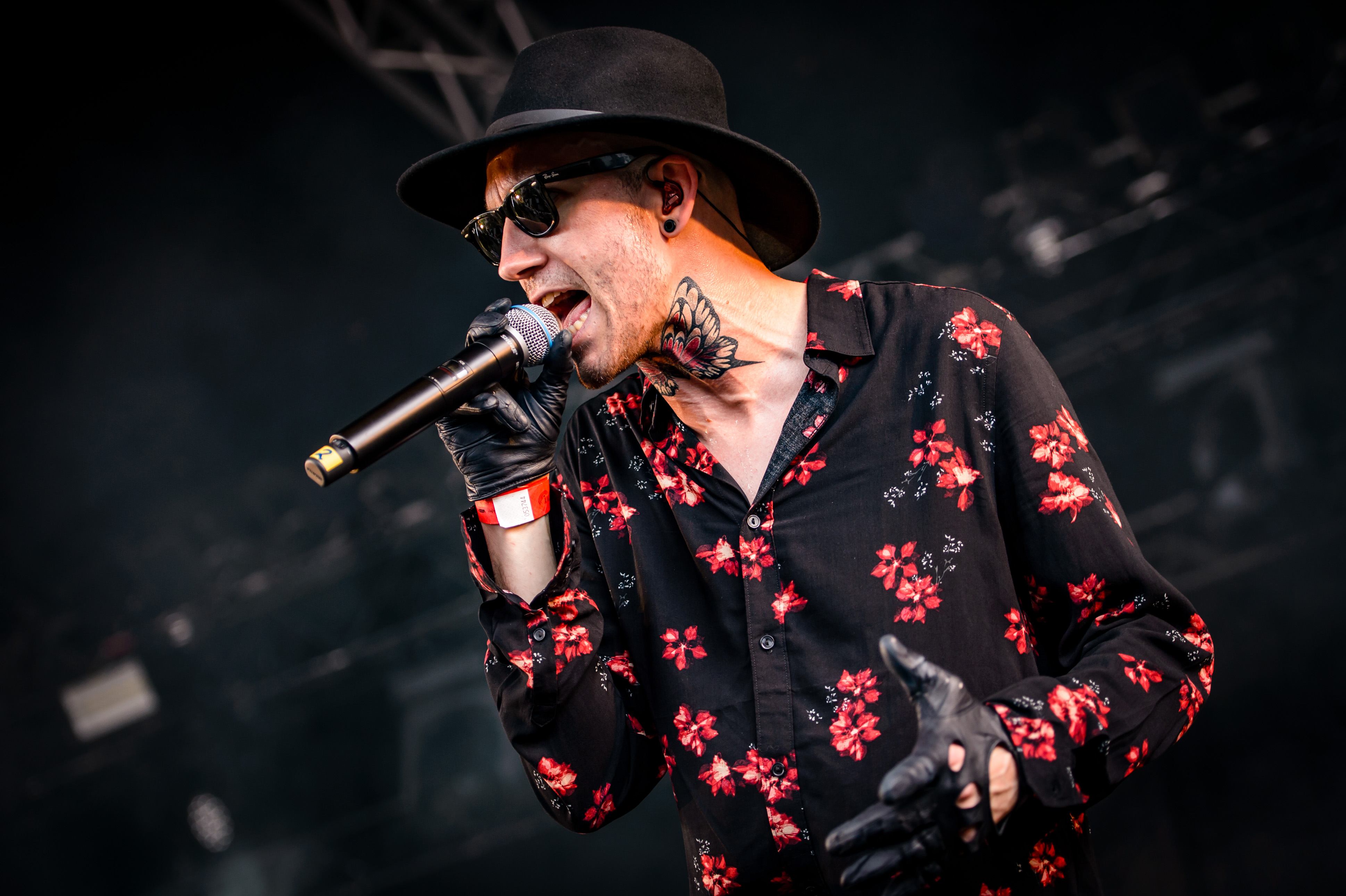
Daniel Graves, 2018

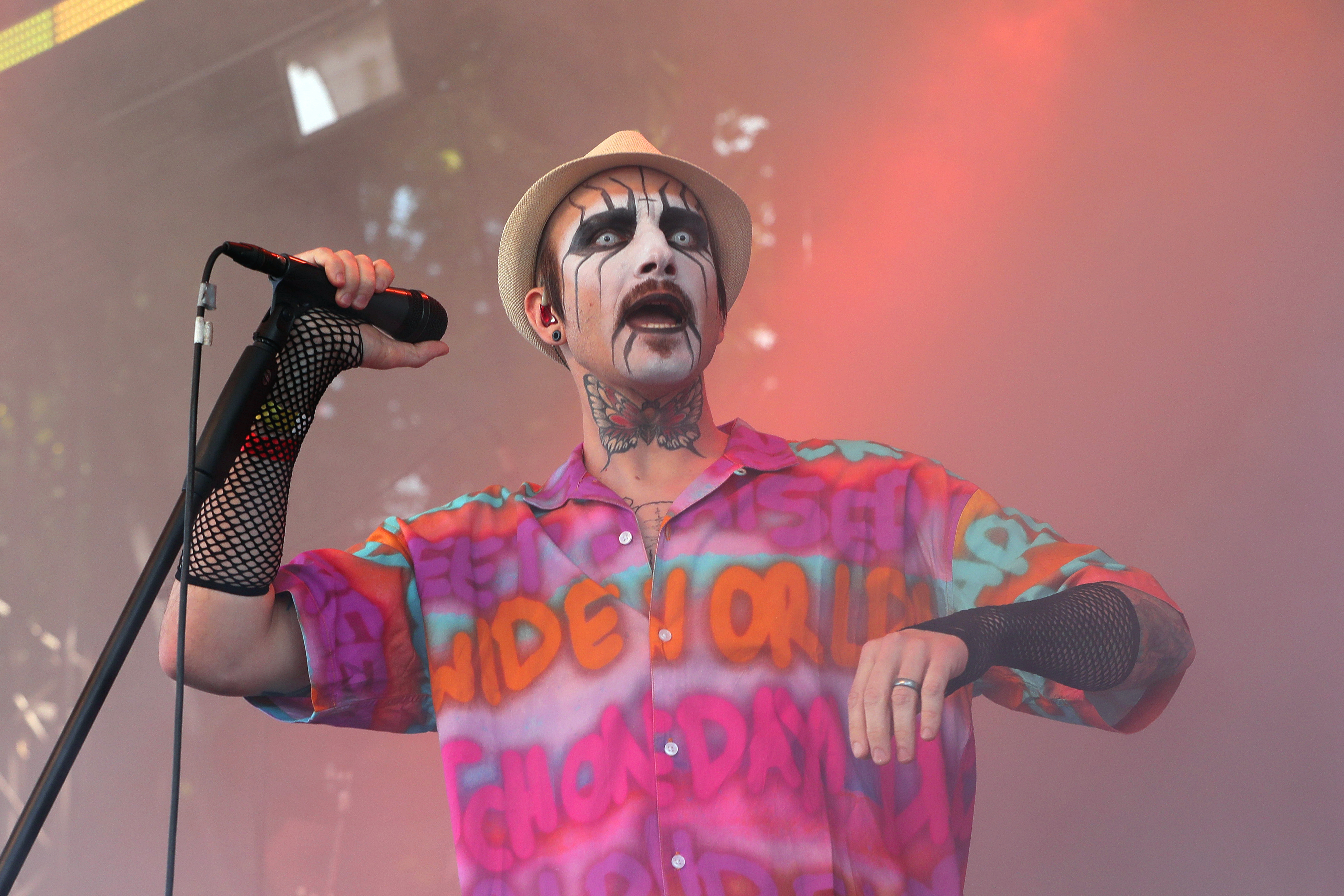
Daniel Graves, 2018

- 2011: All Beauty Destroyed
- 2013: Big Bad Wolf
- 2015: Never Enough
- 2016: LAX
- 2016: Love Like Lies
- 2017: Rhythm + Control
- 2018: Ebb and Flow
- 2020: Lockdown
- 2020: Pet Sematary
- 2021: S E X
- 2021: Party Monster
- 2021: Automaton
- 2021: Dead Zone
- 2021: Gravity
- 2021: Happy Face
- 2021: A New Drug
- 2021: American Psycho
- 2021: BETRAYER
- 2021: Bark at the Moon
- 2021: Save Myself
- 2021: Lonesome Ghosts
- 2023: Summer Goth

### Remixes
| Title                        | Track Title                                                    | Künstler             | Erschienen bei      | Jahr |
| 999                          | „Sacrifice“ (Aesthetic Perfection Remix)                       | Agonoize             | Out of Line         | 2005 |
| Endzeit Bunkertracks Vol. 2  | „Sick Fuck“ (Aesthetic Perfection Remix)                       | Unter Null           | Alfa Matrix         | 2006 |
| Compendium                   | „Still Alive“ (Aesthetic Perfection Remix)                     | Solitary Experiments | Out of Line         | 2007 |
| The Crypt Injection          | „Portrait of Homicide“ (Aesthetic Perfection Remix)            | Dawn of Ashes        | COP International   | 2007 |
| A Kiss to Resist EP          | „Our Game“ (Aesthetic Perfection Remix)                        | Suicidal Romance     | Infacted Recordings | 2007 |
| Heat EP: All Pain is Beat    | „Can't Change the Beat“ (Aesthetic Perfection Remix)           | Combichrist          | Metropolis Records  | 2009 |
| Rot                          | „Rot“ (Remix by Aesthetic Perfection)                          | SITD                 | Accession Records   | 2009 |
| Dogmatic Infidel Comedown Ok | „Kingdom of Welcome Addiction“ (Remix by Aesthetic Perfection) | IAMX                 | 61 Seconds          | 2010 |
| Dog Eat Dog                  | „Dog Eat Dog“ (Remix by Aesthetic Perfection)                  | Hocico               | Out of Line         | 2010 |
| Wahre Liebe                  | „Wahre Liebe“ (Aesthetic Perfection Remix)                     | Agonoize             | Out Of Line         | 2012 |
| Dead Inside                  | „Dead Inside“ (Aesthetic Perfection Remix)                     | Ludovico Technique   | Metropolis          | 2013 |
| Heart On                     | „Heart On“ (Aesthetic Perfection Remix)                        | Celldweller          | FiXT                | 2015 |

### Kompilationen
| Title                                       | Lied Title                                 | Label              | Jahr |
| Septic III                                  | „Sacrifice“                                | Dependent          | 2002 |
| Machineries of Joy Vol. 3                   | „I Belong to You“                          | Out Of Line        | 2004 |
| :Per:Version: Vol. 16                       | „Architect“                                | Ritual             | 2005 |
| Awake the Machines Vol. 5                   | „Surface“ (Pneumatic Detach Remix)         | Out of Line        | 2005 |
| New Signs and Sounds 03/05                  | „Coward“                                   | Zillo              | 2005 |
| Machineries of Joy Vol. 4                   | „Living the Wasted Life“ (Machineries Mix) | Out of Line        | 2007 |
| Extreme Sündenfall 6                        | „Living the Wasted Life“ (Deadbeat Remix)  | Indigo             | 2007 |
| Awake the Machines Vol. 6                   | „Pale“ (Beta Edit)                         | Out of Line        | 2008 |
| Das Bunker 4: Brighter Than A Thousand Suns | „Schadenfreude“ (Beta Edit)                | Das Bunker         | 2008 |
| Electrostorm                                | „The Ones“                                 | Out Of Line        | 2009 |
| Electronic Saviors                          | „The Ones“ (genCAB Remix)                  | Metropolis Records | 2010 |